# Corona-Matura
Als Corona-Matura wurde die veränderte Form der österreichischen Matura im Jahr 2020 bezeichnet. Dies wurde aufgrund der COVID-19-Pandemie und der daraus resultierenden Schulschließungen notwendig.
Um die Zeit des fehlenden Präsenzunterrichts ausgleichen zu können, wurden von Seiten des Bundesministeriums für Bildung, Wissenschaft und Forschung - bzw. durch Bildungsminister Heinz Faßmann – verschiedene Erleichterungen angekündigt und vorgenommen. Dazu gehören vor allem Maßnahmen in den beiden Säulen der schriftlichen und der mündlichen Matura.

## Verlauf
Bereits mit der Bekanntgabe der ersten Schulschließungen am 11. März kündigte Bildungsminister Faßmann bei Armin Wolf in der ZiB 2 an, die Matura im laufenden Schuljahr zu verschieben: "Es ist doch klar, wohin wir gehen. Die Termine werden verlängert und die Matura ein bisschen nach hinten verschoben." Am 17. März wurde eine genauere Aussage getroffen, die schriftliche Reifeprüfung sollte um zumindest zwei Wochen – vom 5. Mai auf den 18. Mai – verschoben werden. Außerdem wurde am 23. März klargestellt, dass die Maturanten – zur Vorbereitung auf die Prüfungen – die Möglichkeit auf mindestens zwei Wochen Präsenzunterricht an den Schulen haben sollten; zudem wurde die Reihenfolge der schriftlichen Prüfungen verschoben, das "korrekturintensive" Fach Deutsch rückte an erste Stelle. Außerdem sollten nur noch "notwendigste" Schularbeiten stattfinden.
Am 25. März kündigte außerdem Bundesschulsprecherin Jennifer Uzodike, Mitglied des Bundesvorstandes der ÖVP-nahen Schülerunion, an, dass sie auf die Abhaltung der Matura bestehen würde, denn „wir wollen nicht der Jahrgang sein, dem vorgehalten wird, die Matura geschenkt bekommen zu haben“. Dies gab sie in einer OTS-Aussendung bekannt.
Die Maßnahmen, die den genauen Ablauf der Reifeprüfung betreffen, wurden am 8. April von Faßmann im Rahmen einer Pressekonferenz bekanntgegeben. Dazu gehörte eine weitere Verschiebung des ersten Prüfungstages auf den 25. Mai und der Entfall der mündlichen Matura. Diese konnte auf freiwilliger Basis abgelegt werden, ansonsten wurde die Abschlussnote im jeweiligen Fach in das Maturazeugnis eingetragen. Außerdem entfielen die Präsentationen der Vorwissenschaftlichen Arbeiten an den Schulen, an denen diese noch nicht abgehalten wurden; die Benotung wurde nur aufgrund der schriftlichen Arbeit getroffen. Die Präsentationen sollten nur noch durchgeführt werden, sollte eine negative Beurteilung gedroht haben.
Eine weitere Erleichterung betraf die schriftliche Matura. Diese war nur in drei Fächern abzulegen; die Schüler, die ursprünglich vier Fächer gewählt hatten, bekamen ihre Abschlussnote in ihr Maturazeugnis eingetragen. Außerdem zählte die Note der schriftlichen Klausur nur zu 50 %, die andere Hälfte ergab sich aus der Jahresnote. Bei einer dann unklaren Beurteilung "stach" die Klausurnote die Jahresnote.

## Zeitplan
| Vorbereitung und Schulschluss | Vorbereitung und Schulschluss                                                                             |
| ----------------------------- | --- |
| bis 24. April                 | Bekanntgabe des Leistungsstands der Schüler                                                               |
| bis 4. Mai                    | Auswahl der Prüfungsgebiete durch den Schüler                                                             |
| bis 14. Mai                   | notwendige Schularbeiten und Feststellungsprüfungen                                                       |
| bis 20. Mai                   | Notenkonferenz/Beurteilung der abschließenden Arbeiten                                                    |
| 4.–22. Mai                    | Ergänzungsunterricht an den Schulen                                                                       |
| Schriftliche Prüfungstermine  | |
| 25. Mai                       | nicht-standardisierte Klausurarbeiten                                                                     |
| 26. Mai                       | Deutsch                                                                                                   |
| 27. Mai                       | Englisch                                                                                                  |
| 28. Mai                       | (angewandte) Mathematik                                                                                   |
| 29. Mai                       | Französisch                                                                                               |
| 29. Mai                       | Latein |
| 29. Mai                       | Griechisch                                                                                                |
| 3. Juni                       | Spanisch                                                                                                  |
| 3. Juni                       | Kroatisch                                                                                                 |
| 3. Juni                       | Ungarisch                                                                                                 |
| 3. Juni                       | Italienisch                                                                                               |
| 4. Juni                       | Slowenisch                                                                                                |
| Kompensationsprüfungen        | |
| 22. Juni                      | mündliche, nicht-standardisierte Kompensationsprüfungen                                                   |
| 23.–24. Juni                  | mündliche, standardisierte Kompensationsprüfungen                                                         |
| Weiteres                      | |
| 29. Mai – 29. Juni            | Zeitraum für mündliche Prüfungen Präsentation abschließender Arbeiten bei drohender negativer Beurteilung |
| bis 30. Juni                  | Übergabe Jahres- und Maturazeugnis                                                                        |

Diese Daten wurden am 23. April von den Vorarlberger Nachrichten in einer Grafik publiziert, nachdem die genauen rechtlichen Grundlagen im Bundesgesetzblatt veröffentlicht wurden: Vorbereitung und Durchführung abschließender Prüfungen für das Schuljahr 2019/20